# Bezirksklasse Halle-Merseburg 1936/37

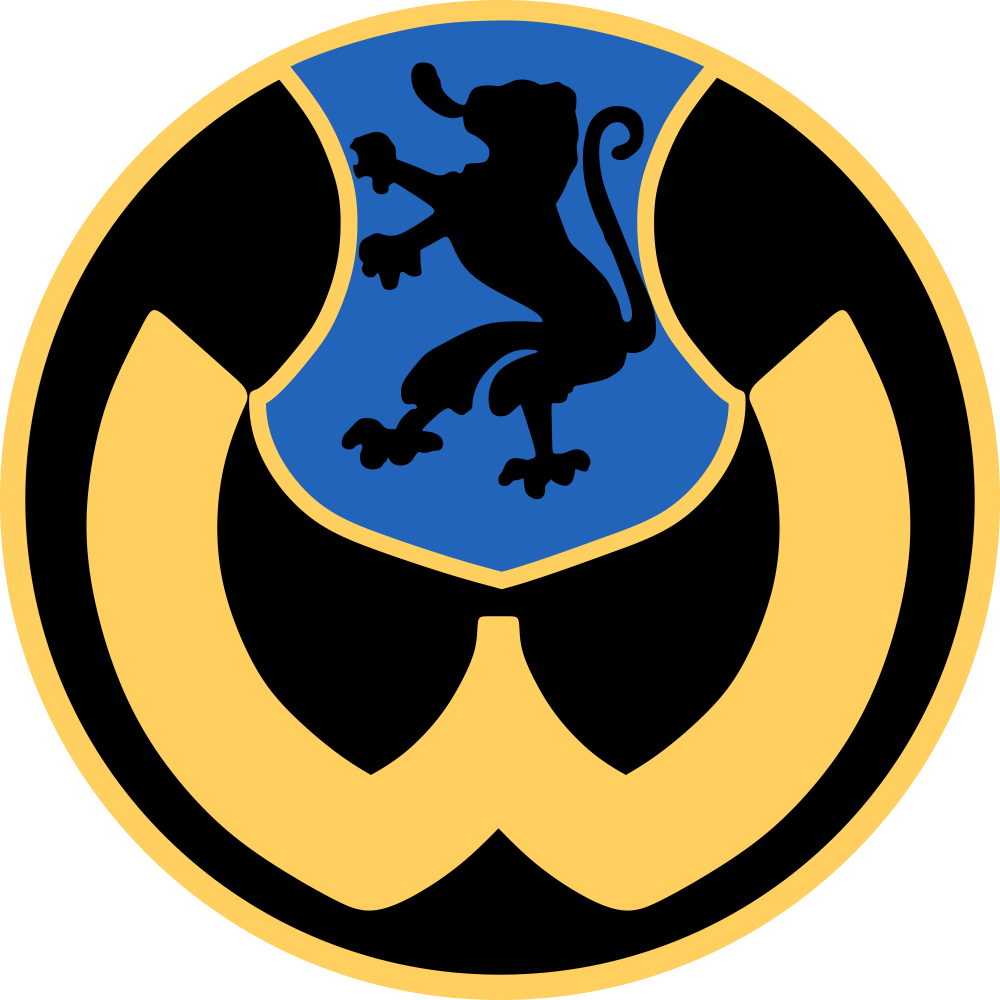
FV Schwarz-Gelb Weißenfels – Klassenerhalt für die Stadt

Die Bezirksklasse Halle-Merseburg 1935/36 war die vierte Spielzeit der seit 1933 als Unterbau zur Gauliga Mitte (VI) fungierenden zweitklassigen Bezirksklasse Halle-Merseburg. Eindrucksvoller B.-K.-Meister wurde, nunmehr zum zweiten Mal der VfL Halle 1896, der in dieser Saison, im Gegensatz zu der von vor zwei Jahren, anschließend als Tabellen-Erster der Aufstiegsrunde auch den Aufstieg in die Gauliga umsetzen konnte. Der VfL Bitterfeld sicherte sich den Vizemeister-Titel, mit bemerkenswertem Punkte-Vorsprung vor den SF aus Naundorf. Auf den Rängen vier und sechs, kamen beide Neulinge aus Merseburg und Zscherndorf ein, die damit eine wirklich imponierende Bereicherung der Klasse darstellten. Dagegen konnten der Ammendorfer FC und der SV Halle 98 keine aufsehenerregenden Akzente setzen, gerieten aber auch zu keiner Zeit in Abstiegsgefahr. Preußen 01 Merseburg rettete sich spät, aber dann doch relativ komfortabel vor dem sportlichen Niedergang. Die Schwarz-Gelben aus Weißenfels konnten den Abstieg wiederum vermeiden, was dem Lokal-Rivalen vom Turn-und-Rasensport nicht gelang. So stellte die Stadt im engen Saale-Tal, erstmals nach der Liga-Reform, nun nächstjährig nur eine Mannschaft für eine Bezirksklassen-Saison. Schon frühzeitig zeichnete sich ihr Gang, neben dem der Naumburger 05er in die Kreisklassen ab. Beide belegten am Ende mit gehörigem Abstand die Ränge im Tabellen-Keller. In der Relegations-Runde zur nächsten Spielzeit setzten sich der SV Holzweißig und die traditionsreiche Hallenser Borussia 02, gegen ihre Kontrahenten durch. So wurde auch die nächste Saison mit 12 Vereinen ausgespielt.

## Abschlusstabelle
Tabellen, Zahlen und Resultate sind aus den im Unterpunkt Quellen notierten Zeitungen entnommen.
Ermittelte Spiele: 126 von 132__/__Ermittelte Tore: 570
| Pl. | Verein                     | Sp.    | Tore  | Quote | Punkte |
| --- | -------------------------- | ------ | ----- | ----- | ------ |
| 01. | VfL Halle 96               | 22     | 77:30 | 2,56  | 35:90  |
| 02. | VfL 1911 Bitterfeld        | 22     | 65:26 | 2,50  | 32:12  |
| 03. | Sportfreunde Naundorf      | a 21 a | 58:50 | 1,16  | 25:17  |
| 04. | VfL 1912 Merseburg (N)     | a 20 a | 53:52 | 1,02  | 21:19  |
| 05. | Ammendorfer FC 1910        | a 20 a | 35:48 | 0,73  | 21:19  |
| 06. | VfB 1919 Zscherndorf (N)   | 22     | 56:47 | 1,19  | 22:22  |
| 07. | SpVg Zeitz 1910            | 22     | 49:60 | 0,81  | 22:22  |
| 08. | SV Halle 98                | a 19 a | 40:39 | 1,02  | 19:19  |
| 09. | FV Schwarz-Gelb Weißenfels | 22     | 39:47 | 0,83  | 17:27  |
| 10. | FC Preußen 01 Merseburg    | a 19 a | 37:68 | 0,54  | 14:24  |
| 11. | TuRV 1861 Weißenfels       | a 21 a | 27:48 | 0,56  | 12:30  |
| 12. | Naumburger SV 05           | 22     | 34:55 | 0,61  | 12:32  |

Nach-Recherche:
| (N) | Aufsteiger aus den 1. Kreisklassen |

(bei Punktgleichheit entschied in allen Klassen und Runden jeweils der Tor-Quotient über die Tabellen-Platzierung)

## Aufstiegsrunde
In der Aufstiegsrunde spielten die fünf Gewinner der einzelnen 1. Kreisklassen um die beiden Aufstiegsplätze zur Bezirksklasse Halle-Merseburg 1937/38.
Ermittelte Spiele: 19 von 20__/__Ermittelte Tore: 108__/__Ausspielung: [ 18.04. – 11.07.1937 ] 
| Pl. | Verein                                                  | Sp. | Tore  | Quote | Punkte |
| --- | ------------------------------------------------------- | --- | ----- | ----- | ------ |
| 1.  | SV Holzweißig (Sieger Kreisklasse Kursachsen)           | 8   | 37:16 | 2,31  | 13:30  |
| 2.  | SV Borussia 02 Halle (Sieger Kreisklasse Saale)         | 8   | 21:15 | 1,40  | 11:50  |
| 3.  | TuS 1861 Taucha (Sieger Kreisklasse Rudelsburg)         | 8   | 23:24 | 0,96  | 10:60  |
| 4.  | SV Wacker 05 Nordhausen (Sieger Kreisklasse Kyffhäuser) | 7   | 17:29 | 0,58  | 03:11  |
| 5.  | VfB Hohenleipisch 1912 (Sieger Kreisklasse Elbe-Elster) | 7   | 10:24 | 0,41  | 01:13  |

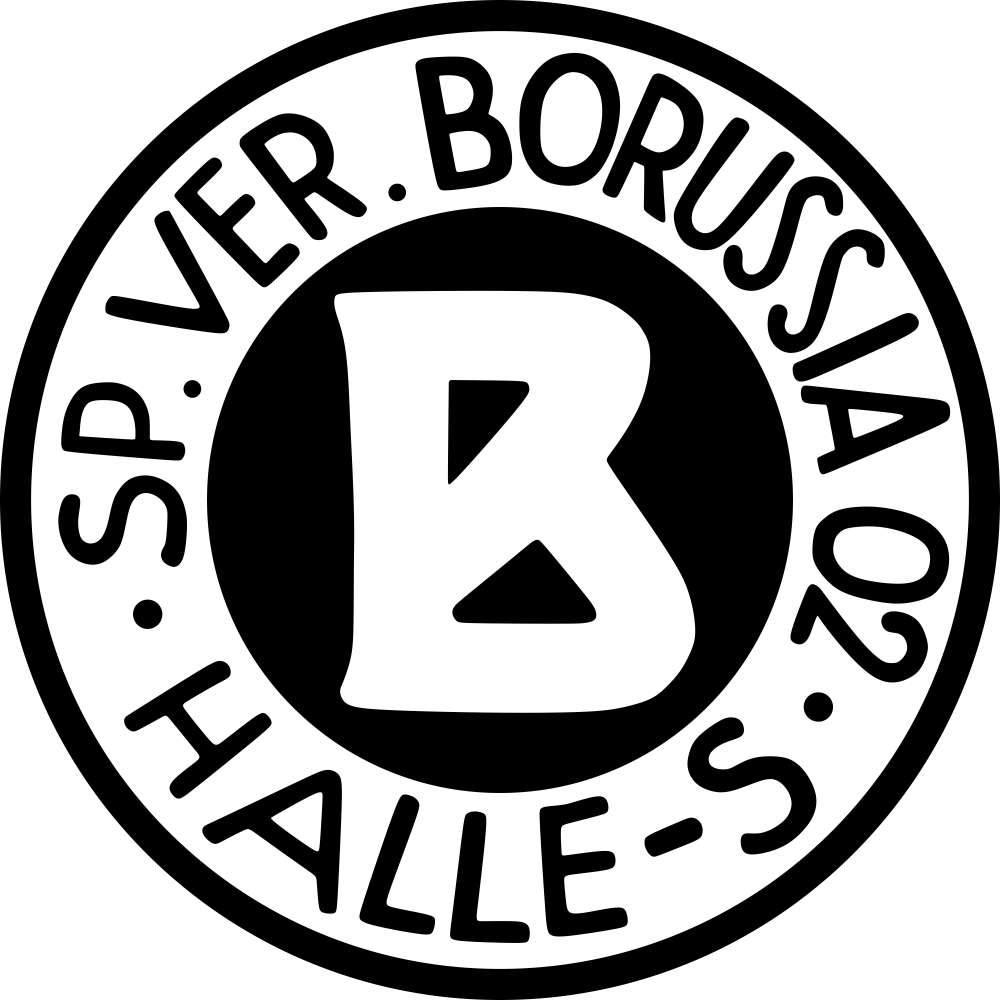
SV Borussia 02 Halle – B.-K.-Aufstieg als Saale-Kreismeister 1936/37

Anmerkung: [ Das Spiel-Resultat: Hohenleipisch vs.Nordhausen bleibt zu ermitteln.]